# 聖馬撒灣
63°56′S 57°50′W / 63.933°S 57.833°W
聖馬撒灣（英語：Saint Martha Cove）是南極洲的海灣，位於葛拉漢地的詹姆斯羅斯島，處於克羅夫特灣西北部，在1959年的阿根廷地圖中被命名，現時由南極條約體系管理。